# 天津网球中心
天津网球中心，位于天津市南开区复康路9号，是2013年东亚运动会的网球比赛场馆，该场馆南北长105米，东西宽45米，建筑面积5400平方米，容纳观众3400人。整个网球中心内外共有30块比赛热身场地，可同时进行6个台区的比赛。
2010年4月，开工建设。2013年4月5日，天津网球中心正式启用，戴维斯杯亚大区I组第一轮附加赛在这里进行，这次比赛亦是2013年东亚运动会热身赛。